# North Sea Cup
La North Sea Cup (en català: Copa del Mar del Nord), fou un torneig d'escacs obert que es jugà a Esbjerg, Dinamarca entre 1976 i 2008. Fins a 2003 hi havia un torneig amateur (jugat per sistema suís), i un torneig round-robin de 10 jugadors per jugadors titulats. Les excepcions foren els anys 1986 i 1987. El 1986 el torneig per titulats fou un play-off pel Campionat danès. El 1987 el torneig per titulats es va substituir pel Campionat danès júnior. A partir de 2004 el torneig va tenir només un grup, un torneig per sistema suís a nou o a deu rondes.

## Quadre d'honor
| #  | Any     | Guanyador                                                  |
| -- | ------- | ---------------------------------------------------------- |
| 1  | 1976    | Ulrik Rath Uwe Kunstowicz                                  |
| 2  | 1977    | Jens Kristiansen                                           |
| 3  | 1978    | Bent Larsen                                                |
| 4  | 1979    | Laszlo Vadasz Jonathan Mestel                              |
| 5  | 1980    | Artur Iussúpov                                             |
| 6  | 1981    | Lars Karlsson                                              |
| 7  | 1982    | Ľubomír Ftáčnik                                            |
| 8  | 1983    | Curt Hansen                                                |
| 9  | 1984    | Nigel Short                                                |
| 10 | 1985    | Andras Adorjan                                             |
| 11 | 1986    | Carsten Hoi                                                |
| 12 | 1987    | Lars Bo Hansen                                             |
| 13 | 1988    | Rafael Vaganian Víktor Kupréitxik                          |
| 14 | 1996    | John Emms                                                  |
| 15 | 2000    | Piotr Svídler Mikhaïl Gurévitx                             |
| 16 | 2001    | Peter Heine Nielsen Emil Sutovsky                          |
| 17 | 2002    | Lazaro Bruzon Leinier Domínguez                            |
| 18 | 2003[1] | Aleksei Dréiev Luke McShane Krishnan Sasikiran             |
| 19 | 2004    | Nikola Sedlak                                              |
| 20 | 2005    | Vladimir Belov                                             |
| 21 | 2006[2] | Stefan Djuric Aloyzas Kveinys Igor Rausis Gerhard Schebler |
| 22 | 2007    | Karsten Rasmussen                                          |
| 23 | 2008    | Vadim Malakhatko                                           |